# Zarhipis truncaticeps
Zarhipis truncaticeps là một loài bọ cánh cứng trong họ Phengodidae. Loài này được Fall miêu tả khoa học năm 1923.